# Eubolina impartialis
Eubolina impartialis là một loài bướm đêm trong họ Erebidae.